# Копейкин, Борис Аркадьевич
Бори́с Арка́дьевич Копе́йкин (род. 27 марта 1946, Челябинск) — советский футболист (нападающий) и российский футбольный тренер.
Воспитанник юношеской команды челябинского «Трактора». За сборную СССР провёл 6 матчей. За олимпийскую сборную СССР сыграл 2 матча, забил 1 гол. Мастер спорта. Заслуженный тренер России (1990).

## Карьера

### Клубная
Выступал за клубы:
- «Локомотив» Челябинск 1964—1966
- СКА Хабаровск 1967—1968
- ЦСКА 1969—1977
- ЮГВ 1978—1983

### Тренерская
На тренерской работе с 1983:
- Тренер в СДЮШОР ЦСКА 1983—1987
- Главный тренер в команде ЦСКА-2 1988
- Тренер в команде ЦСКА 1989—1993
- Главный тренер команды «Металлург» Магнитогорск 1993
- Главный тренер ЦСКА 13 августа 1993 — 5 июня 1994
- Главный тренер клуба «Пресня» Москва 2002
- Главный тренер клуба «Ташир» Калуга 2002—2003
- Главный тренер клуба «Приалит Реутов» 2009—2011

## Достижения
- Чемпион СССР 1970
- Трижды входил в число 33 лучших футболистов СССР.

## Награды
- Кавалер общественного ордена Петра Великого II степени.

1. 1 2  Boris Kopeikin // Transfermarkt.com (мн.) — 2000.